# Nasutitermitinae

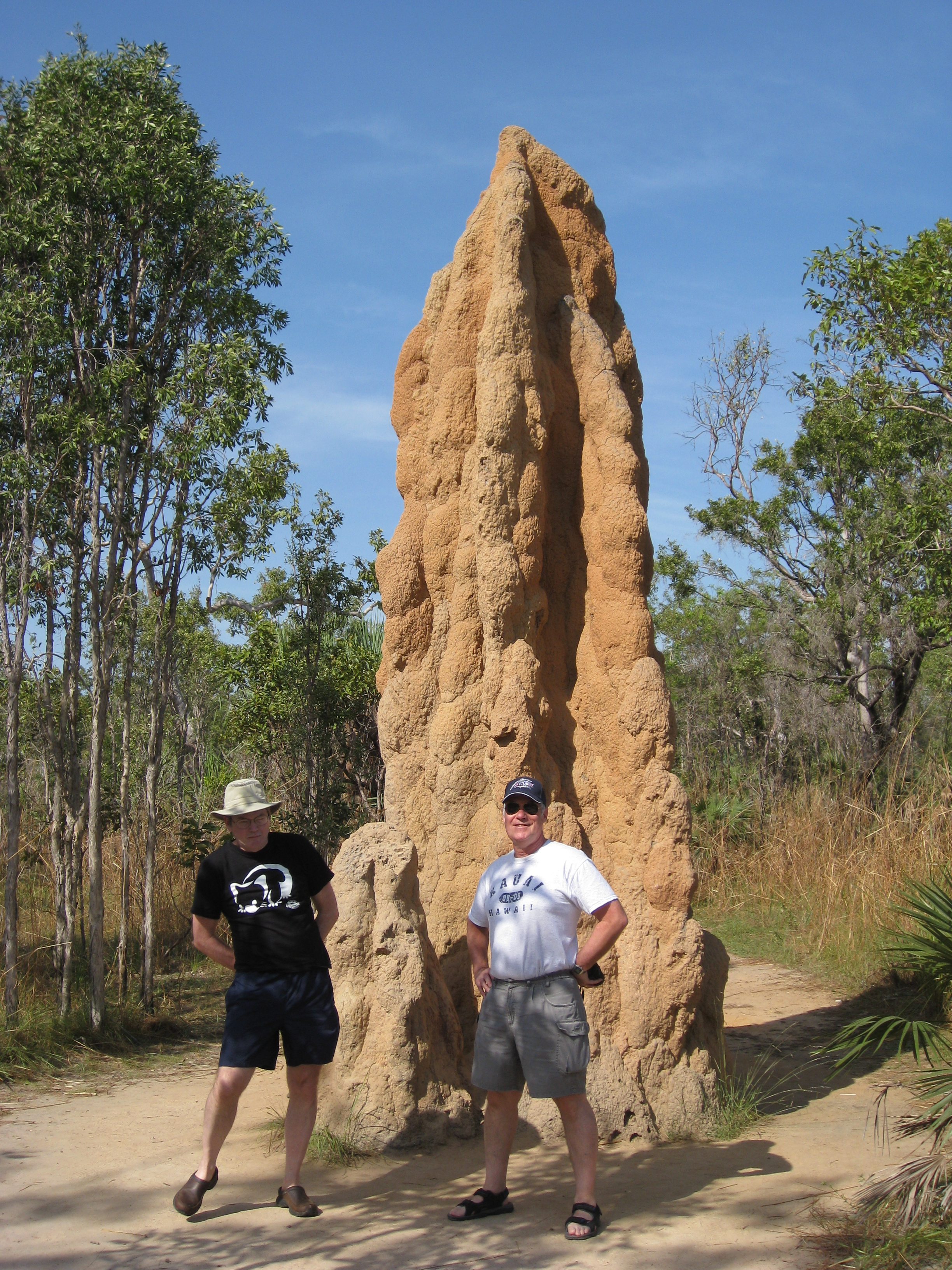
Термитник вида Nasutitermes triodiae (Termitidae) высотой 5 метров и возрастом более 50 лет (Litchfield National Park, Северная территория, Австралия).

Nasutitermitinae (лат.) — крупнейшее подсемейство термитов из семейства Termitidae. Около 600 видов.

## Распространение
Встречаются, главным образом, в тропиках и субтропиках: Австралия, Афротропика, Неотропика, Неарктика, Ориентальная область, Палеарктика. В материковой Европе их нет, но есть один вид на Канарских островах:
- Nasutitermes canariensis (= Eutermes canariensis Czerwinski, 1901)

## Описание
Голова солдат отличается длинным носом-трубочкой (лат. nasus — нос, отсюда и произошло название подсемейства), который служит для распыления химического веществ, отпугивающих врагов (муравьи и другие хищники). Жвалы солдат сильно редуцированные, нефункционирующие. Усики имаго самок и самцов 13—21 члениковые, лабрум шире своей длины. Жвалы имаго сходны с мандибулами рабочих: апикальный зубец левой челюсти варьирует по размеру: короче (Nasutitermes и другие роды) или длиннее (Subulitermes и другие роды), чем слитые 1—2-й маргинальные зубцы. Формула шпор голеней: 2—2—2. Усики солдат — 11—21 члениковые; каста солдат трёх типов: мономорфные, диморфные и триморфные. Термитники разнообразные: почвенные и в древесине, картонные и в чужих гнёздах. Некоторые их надземные насыпные постройки достигают огромных размеров. Например, термитник вида Nasutitermes triodiae (Австралия) может иметь высоту до 5 метров.

## Систематика
77 родов, около 600 видов. Крупнейшее по числу видов и родов подсемейство в составе Termitidae. Часть родов (15) и видов (около 100) недавно были выделены в отдельное подсемейство Syntermitinae. Выделяют две клады (группы родов).
- Nasutitermes Group: Ahmaditermes, Ampoulitermes, Antillitermes, Arcotermes, Baucaliotermes, Bulbitermes, Caetetermes, Caribitermes, Ceylonitermes, Coarctotermes, Coendutermes, Constrictotermes, Cortaritermes, Cucurbitermes, Diversitermes, Diwaitermes, Fulleritermes, Grallatotermes, Hirtitermes, Hospitalitermes, Kaudernitermes, Lacessititermes, Leptomyxotermes, Longipeditermes, Muelleritermes, Mycterotermes, Nasopilotermes, Nasutitermes[8], Ngauratermes, Niuginitermes, Obtusitermes, Occasitermes, Parvitermes[9], Peribulbitermes, Rhadinotermes, Roonwalitermes, Rotunditermes, Rounditermes, Sandsitermes, Sinonasutitermes, Tenuirostritermes, Triangularitermes, Trinervitermes, Tumulitermes, Velocitermes, Xiatermes
- Subulitermes Group: Aciculitermes, Afrosubulitermes, Agnathotermes, Angularitermes, Anhangatermes, Araujotermes, Atlantitermes[10], Australitermes, Ceylonitermellus, Convexitermes, Coatitermes, Cyranotermes, Eleanoritermes, Emersonitermes, Enetotermes, Ereymatermes, Eutermellus, Latisubulitermes, Leucopitermes, Macrosubulitermes, Malagasitermes, Malaysiotermes, Mimeutermes, Occultitrmes, Oriensubulitermes, Paraconvexitermes, Periaciculitermes, Postsubulitermes, Sabahitermes, Spatulitermes, Subulioiditermes, Subulitermes, Tarditermes, Verrucositermes